# Jerzy Dworak
Jerzy (Georges) Dworak (ur. 20 września 1936 w Warszawie, zm. 4 października 2017) – polski przedsiębiorca i wolnomularz. Stał na czele Federacji Polskiej Droit Humain.

## Życiorys
W 1957 wraz z żoną wyemigrował do Francji. We Francji ukończył licencjat z księgowości i finansów (Université de Paris IX – Dauphine, Uniwersytet Paryski). Po 1989 ponownie zamieszkał w Polsce.
Do masonerii wstąpił w 1973, był inicjowany w Wielkim Wschodzie Francji, którego był wieloletnim członkiem. Od 1974 do 1984 był równolegle członkiem Wielkiej Loży Francuskiej Rytu Memphis-Misraim. W 1992 związał się z francuskim Droit Humain, następnie współtworzył Polską Federację Droit Humain. Przez dwie kadencje był czcigodnym mistrzem loży-matki DH FP – Pierre et Marie Curie. W dniu 16 września 2006, na V Konwencie DH FP, został wybrany Prezydentem Polskiej Federacji DH. 
Jest pochowany na Cmentarzu Wojskowym na Powązkach (kwatera Q KOL 9 rząd 1 grób 6).
W Droit Humain posiadał 33. stopień.
Mąż Alicji Dworak.